# Lady Beware
Pour plus de détails, voir Fiche technique et Distribution.
Lady Beware est un film américain réalisé par Karen Arthur, sorti en 1987. En France, il sort directement en vidéo en 1990.

## Synopsis
Katya entre en relation avec un journaliste.

## Fiche technique
- Titre : Lady Beware
- Réalisation : Karen Arthur
- Genre : Thriller érotique
- Pays :  États-Unis
- Dates de sortie :
  - États-Unis : 14 août 1987
  - France : 1990 (direct-to-video)
- Classifications : 
  - États-Unis : R (Restricted)
  - Allemagne de l'Ouest : interdit aux moins de 16 ans
  - Royaume-Uni : interdit aux moins de 18 ans

## Distribution
- Diane Lane : Katya Yarno
- Michael Woods : Jack Price
- Cotter Smith : Mac Odell
- Peter Nevargic : Lionel
- Edward Penn : M. Thayer
- Tyra Ferrell : Nan
- Trisha Simmons : Sylvia Price
- Clayton D. Hill : un officier de police
- David Crawford : le père de Katya
- Ray Laine : le docteur
- Bingo O' Malley : l'homme à la fenêtre
- Don Brockett : Locksmith

## Autour du film
La réalisatrice Karen Arthur a renié le film fini. Contre son gré, le studio a réédité le film pour montrer plus de nudité de la part de Diane Lane. En outre, le studio a minimisé la performance de Cotter Smith, et toutes les scènes avec Viveca Lindfors ont été éliminées; les deux acteurs ont joué des personnages faisant partie intégrante de l'intrigue, et ces éliminations ont rendu le film plus confus.